# J2 League 2023
Die J2 League 2023 war die 25. Spielzeit der zweithöchsten Fußball-Spielklasse der japanischen J.League. Die Saison begann mit dem ersten Spieltag am 18. Februar 2023 und endete mit dem letzten Spieltag am 12. November 2023. Meister wurde der FC Machida Zelvia, der damit zum ersten Mal in der Vereinsgeschichte in die höchste japanische Fußballliga aufstieg.

## Modus
Die 22 Mannschaften der J2 League spielen ihren Meister in einem Doppelrundenturnier im Kalenderjahr aus, wobei jedes Team in einem Hin- und Rückspiel gegeneinander antritt, sodass jede Mannschaft am Saisonende 42 Spiele absolviert hat. Die ersten beiden Mannschaften steigen in die J1 League auf, die Vereine vom dritten bis zum sechsten Tabellenplatz ermitteln über die Aufstiegsplayoffs einen Sieger. Dieser steigt ab dieser Saison direkt auf und muss fortan nicht mehr in einem Relegationsspiel gegen einen Verein der J1 League um den Aufstieg spielen.
Am 21. Dezember 2022 wurde eine größere Umstrukturierung der drei Profiligen verkündet. Das übergeordnete Ziel dieser ist, dass jede Profiliga zum Start der Saison 2024 eine Ligastärke von 20 Mannschaften besitzt. Infolgedessen ist die J2 League 2023 die letzte mit 22 teilnehmenden Vereinen. Zum Ende der Saison steigt nur der Tabellenletzte aus der J1 League 2023 ab, dadurch verringert sich die Anzahl der teilnehmenden Mannschaften zur Saison 2024 auf 20.
Ermittelt wird die Tabelle anhand der folgenden Kriterien:
1. Anzahl der erzielten Punkte
2. Tordifferenz
3. Erzielte Tore
4. Ergebnisse der Spiele untereinander
5. Fairplay-Wertung
6. Los

## Mannschaften
Absteiger aus der J1 League 2022 sind Júbilo Iwata und Shimizu S-Pulse. Aus der J3 League 2022 aufgestiegen sind der Iwaki FC und Fujieda MYFC.
| Logo | Verein              | Beheimatet in                          | Heimstadion                           | Kapazität     |
| ---- | ------------------- | -------------------------------------- | ------------------------------------- | ------------- |
|      | Vegalta Sendai      | Sendai, Miyagi                         | Yurtec Stadium Sendai                 | 19.694        |
|      | Blaublitz Akita     | Akita, Akita                           | Soyu Stadium                          | 20.125        |
|      | Montedio Yamagata   | Tendō, Yamagata                        | ND Soft Stadium                       | 20.315        |
|      | Iwaki FC            | Iwaki, Fukushima                       | Hawaiians Stadium Iwaki               | 5.600         |
|      | Mito Hollyhock      | Mito, Ibaraki                          | K's denki Stadium                     | 12.000        |
|      | Tochigi SC          | Utsunomiya, Tochigi                    | Kanseki Stadium Tochigi               | 25.244        |
|      | Thespakusatsu Gunma | Städteverbund in Gunma                 | Shoda Shoyu Stadium Gunma             | 15.253        |
|      | Ōmiya Ardija        | Omiya-ku in der Stadt Saitama, Saitama | NACK5 Stadium Ōmiya                   | 12.500        |
|      | JEF United Chiba    | Chiba & Ichihara, Chiba                | Fukuda Denshi Arena                   | 19.781        |
|      | Tokyo Verdy         | Tokyo                                  | Ajinomoto Stadium                     | 49.970        |
|      | FC Machida Zelvia   | Machida, Tokyo                         | Machida GION Stadium                  | 10.622        |
|      | Ventforet Kofu      | Kōfu, Yamanashi                        | Yamanashi Chuo Bank Stadium           | 17.000        |
|      | Shimizu S-Pulse     | Shizuoka, Shizuoka                     | IAI Stadium Nihondaira                | 20.339        |
|      | Júbilo Iwata        | Iwata, Shizuoka                        | Yamaha Stadium Shizuoka-Ecopa-Stadion | 15.165 51.349 |
|      | Fujieda MYFC        | Fujieda, Shizuoka                      | Fujieda Soccer Stadium                | 13.000        |
|      | Zweigen Kanazawa    | Kanazawa, Ishikawa                     | Ishikawa Athletics Stadium            | 20.261        |
|      | Fagiano Okayama     | Städteverbund in Okayama               | City Light Stadium                    | 20.000        |
|      | Renofa Yamaguchi FC | Yamaguchi, Yamaguchi                   | Ishin Me-Life Stadium                 | 20.000        |
|      | Tokushima Vortis    | Städteverbund in Tokushima             | Pocari Sweat Stadium                  | 20.000        |
|      | V-Varen Nagasaki    | Städteverbund in Nagasaki              | Transcosmos Stadium Nagasaki          | 20.246        |
|      | Roasso Kumamoto     | Kumamoto, Kumamoto                     | Egao Kenkō Stadium                    | 32.000        |
|      | Ōita Trinita        | Ōita                                   | Resonac Dome Oita                     | 40.000        |

## Ausländische Spieler
| Mannschaft                | Spieler 1         | Spieler 2       | Spieler 3           | Spieler 4         | Spieler 5     | Spieler 6        | Spieler 7        | Spieler 8     | Ehemalige Spieler                       |
| ------------------------- | ----------------- | --------------- | ------------------- | ----------------- | ------------- | ---------------- | ---------------- | ------------- | --------------------------------------- |
| Blaublitz Akita           |                   |                 |                     |                   |               |                  |                  |               |                                         |
| Fagiano Okayama           | Lucão             | Tiago Alves     | Stefan Mauk         | Han Eui-gwon      | Jordy Buijs   |                  |                  |               |                                         |
| Fujieda MYFC              | Kauan             | Pedro           | Anderson Chaves     | Leonardo          |               |                  |                  |               |                                         |
| Iwaki FC                  | Nélson Machado    |                 |                     |                   |               |                  |                  |               |                                         |
| JEF United Ichihara Chiba | Mendes            | Dudú            |                     |                   |               |                  |                  |               |                                         |
| Júbilo Iwata              | Ricardo Graça     | Dudu Pacheco    | Fabián González     | Ri Kyong-su       |               |                  |                  |               |                                         |
| FC Machida Zelvia         | Erik Lima         | Mitchell Duke   | Nedeljko Stojišić   | Jang Min-gyu      | Ademilson     | Byron Vásquez    |                  |               | Carlos Gutiérrez                        |
| Mito Hollyhock            | Jefferson Tabinas |                 |                     |                   |               |                  |                  |               |                                         |
| Montedio Yamagata         | Dellatorre        | Tiago Alves     |                     |                   |               |                  |                  |               |                                         |
| Ōita Trinita              | Matheus Pereira   | Derlan          | Samuel              | Matheus Teixeira  |               |                  |                  |               |                                         |
| Ōmiya Ardija              | Rodrigo           | Kaique Mafaldo  | Jakub Świerczok     |                   |               |                  |                  |               |                                         |
| Renofa Yamaguchi          | Renan             | Choi Hyung-chan | Sílvio Junior       | Kim Beom-yong     |               |                  |                  |               |                                         |
| Roasso Kumamoto           |                   |                 |                     |                   |               |                  |                  |               |                                         |
| Shimizu S-Pulse           | Carlinhos Júnior  | Thiago Santana  | Renato Augusto      | Ronaldo           | Oh Se-hun     | Benjamin Kololli |                  |               |                                         |
| Thespakusatsu Gunma       |                   |                 |                     |                   |               |                  |                  |               |                                         |
| Tochigi SC                | Juninho           | Rafael Costa    | Leandro Pereira     | Origbaajo Ismaila |               |                  |                  |               |                                         |
| Tokushima Vortis          | Elsinho           | Rio Hyon        | José Aurelio Suárez | Luismi Quezada    |               |                  |                  |               | Cacá Oriola Sunday                      |
| Tokyo Verdy               | Matheus Vidotto   | Pratama Arhan   |                     |                   |               |                  |                  |               | Byron Vásquez Mario Engels              |
| V-Varen Nagasaki          | Caio César        | Edigar Junio    | Valdo               | Juanma Delgado    | Luka Radotic  | Carlos Gutiérrez | Marcos Guilherme | Matheus Jesus | Clayson Vieira Kaique Mafaldo Cristiano |
| Vegalta Sendai            | Foguinho          | Ewerton         | Ryang Yong-gi       | Heo Yong-jun      | Kim Tae-hyeon |                  |                  |               |                                         |
| Ventforet Kofu            | Eduardo Mancha    | Peter Utaka     | Cristiano da Silva  | Lucas Macedo      | Michael Woud  |                  |                  |               | Getúlio                                 |
| Zweigen Kanazawa          | Jefferson Baiano  | Taiga Son       | Léo Bahia           | Park Jun-seo      |               |                  |                  |               |                                         |

## Trainer
| Verein              | Cheftrainer                                        |
| ------------------- | -------------------------------------------------- |
| Vegalta Sendai      | Akira Itō → Takafumi Hori                          |
| Blaublitz Akita     | Ken Yoshida                                        |
| Montedio Yamagata   | Peter Cklamovski → Susumu Watanabe                 |
| Iwaki FC            | Hiromasa Suguri → Yūzō Tamura                      |
| Mito Hollyhock      | Yoshimi Hamasaki                                   |
| Tochigi SC          | Yū Tokisaki                                        |
| Thespakusatsu Gunma | Tsuyoshi Ōtsuki                                    |
| Omiya Ardija        | Naoki Sōma → Masato Harasaki                       |
| JEF United Chiba    | Yoshiyuki Kobayashi                                |
| Tokyo Verdy         | Hiroshi Jōfuku                                     |
| FC Machida Zelvia   | Gō Kuroda                                          |
| Ventforet Kofu      | Yoshiyuki Shinoda                                  |
| Zweigen Kanazawa    | Masaaki Yanagishita                                |
| Shimizu S-Pulse     | Zé Ricardo → Tadahiro Akiba                        |
| Júbilo Iwata        | Akinobu Yokouchi                                   |
| Fujieda MYFC        | Daisuke Sudō                                       |
| Fagiano Okayama     | Takashi Kiyama                                     |
| Renofa Yamaguchi FC | Yoshihiro Natsuka → Genki Nakayama → Juan Esnáider |
| Tokushima Vortis    | Beñat Labaien → Tatsuma Yoshida                    |
| V-Varen Nagasaki    | Fábio Carille                                      |
| Roasso Kumamoto     | Takeshi Ōki                                        |
| Ōita Trinita        | Takahiro Shimotaira                                |

## Spieler
| Verein              | Spieler |
| ------------------- | --- |
| Vegalta Sendai      | Yūma Obata (5/0), Yōsuke Akiyama (17/0), Naoya Fukumori (14/0), Kōji Hachisuka (20/0), Masashi Wakasa (20/0), Ewerton (33/1), Motohiko Nakajima (32/6), Yoshiki Matsushita (16/0), Masato Nakayama (26/2), Ryang Yong-gi (11/0), Yūta Gōke (39/10), Hiroto Yamada (34/2), Ryūnosuke Sagara (18/3), Masahiro Sugata (37/4), Chihiro Katō (20/1), Ryōma Kida (38/6), Manabu Saitō (12/0), Kim Tae-hyeon (23/1), Yūta Koide (32/0), Takumi Mase (18/0), Kai Matsuzaki (11/0), George Onaiwu (10/0), Ryūnosuke Sugawara (6/2), Hiromu Kamada (33/2), Akihiro Hayashi (37/0), Foguinho (25/1), Kazuki Nagasawa (13/0), Yūto Uchida (24/1), Yasushi Endō (15/1), Heo Yong-joon (26/5) |
| Blaublitz Akita     | Genki Yamada (1/0), Tatsushi Koyanagi (24/1), Kaito Abe (35/1), Takashi Kawano (40/2), Hiroto Morooka (32/2), Takuma Mizutani (32/1), Junki Hata (41/4), Ryōta Nakamura (26/0), Masaki Okino (14/0), Ryūji Saitō (32/4), Yōsuke Mikami (25/2), Shion Niwa (37/2), Naoki Inoue (14/0), Yukihito Kajiya (38/2), Ibuki Yoshida (13/1), Ryōta Takada (40/0), Hiroto Tanaka (16/0), Daiki Kogure (15/0), Tomofumi Fujiyama (42/1), Yūto Fujita (2/0), Keita Saitō (27/5), Kentarō Kakoi (41/0), Ryūtarō Iio (28/4), Shōta Aoki (41/2), Ken’ichi Kaga (4/0) |
| Montedio Yamagata   | Masaaki Gotō (38/0), Shumpei Naruse (2/0), Yūta Kumamoto (17/0), Keisuke Nishimura (30/0), Hiroki Noda (39/3), Takumi Yamada (17/1), Ken’ya Okazaki (11/0), Yūdai Konishi (23/1), Dellatorre (24/4), Tiago Alves (30/13), Yoshiki Fujimoto (38/10), Shūto Kawai (19/0), Takayuki Arakaki (2/0), Ibuki Fujita (37/2), Kō Hasegawa (4/0), Taiki Katō (20/5), Shūto Minami (40/2), Ten Miyagi (7/3), Wataru Tanaka (29/1), Taiju Yoshida (3/0), Rui Yokoyama (27/5), Shintarō Kokubu (31/1), Ayumu Kawai (32/1), Keita Yoshioka (4/0), Tōya Izumi (7/0), Leo Takae (16/0), Jun’ya Takahashi (14/2), Masahito Ono (38/0), Zain Issaka (40/6), Yūsuke Gotō (28/3) |
| Iwaki FC            | Kengo Tanaka (4/0), Yūsuke Ishida (22/0), Ryō Endō (36/3), Rei Ieizumi (39/2), Shuhei Hayami (17/0), Eiji Miyamoto (41/3), Reo Sugiyama (12/0), Riku Saga (20/1), Yoshihito Kondo (26/3), Kōtarō Arima (13/1), Ryo Arita (39/3), Mizuki Kaburaki (9/0), Daiki Yamaguchi (26/4), Naoki Kase (27/0), Takumi Kawamura (27/0), Kaina Tanimura (41/7), Shu Yoshizawa (25/2), Hiroto Iwabuchi (20/7), Sota Nagai (37/2), Tōru Takagiwa (25/0), Yuma Kato (9/0), Yuto Yamashita (42/3), Asahi Haga (11/0), Iori Sakamoto (5/0), Kiwara Miyazaki (2/0), Yuma Tsujioka (7/0), Wataru Kuromiya (3/0), Shuhei Shikano (13/0), Yoshihiro Shimoda (22/1), Genki Egawa (21/1) |
| Mito Hollyhock      | Kōji Homma (1/0), Kōki Gotōda (10/0), Kōshi Ōsaki (18/1), Tabinas Jefferson (19/0), Takumi Kusumoto (27/2), Kenshin Takagishi (6/0), Hidetoshi Takeda (38/2), Reo Yasunaga (14/0), Mizuki Andō (34/9), Ryōsuke Maeda (38/0), Yūki Kusano (27/4), Shumpei Naruse (15/0), Motoki Ohara (40/6), Ren Inoue (28/0), Ryō Niizato (23/0), Kōichi Murata (22/1), Kaito Umeda (23/3), Nao Yamada (24/0), Kazuma Nagai (21/1), Shimon Teranuma (38/7), Keita Matsuda (22/2), Fumiya Unoki (27/5), Hayate Matsuda (8/1), Keita Buwanika (9/1), Louis Yamaguchi (29/0), Yōta Tanabe (9/0), Soki Tokuno (7/0), Takatora Einaga (16/1), Ryūsei Haruna (7/0), Fumiya Sugiura (26/1), Shōji Tōyama (16/1), Kaiyō Yanagimachi (3/0), Takaya Kuroishi (3/0), Kaiho Nakayama (5/0), Hayata Ishii (9/0), Yūsei Uchida (1/0), Seiichirō Kubo (1/0) |
| Tochigi SC          | Shūhei Kawata (10/0), Hayato Kurosaki (21/1), Shō Satō (40/1), Naoki Ōtani (21/2), Shō Ōmori (36/1), Yūki Nishiya (40/0), Yōjirō Takahagi (36/1), Toshiki Mori (25/2), Juninho (1/0), Keita Ueda (12/0), Ryōhei Okazaki (24/0), Wataru Hiramatsu (29/0), Kōki Ōshima (28/7), Tomoyasu Yoshida (25/0), Hayato Fukushima (36/3), Kosuke Kambe (22/0), Masato Igarashi (2/0), Kishō Yano (26/2), Kenta Fukumori (37/2), Ryōtarō Ishida (16/0), Kō Miyazaki (29/2), Rafael (5/0), Yūto Yamada (25/2), Ryō Nemoto (31/6), Sora Kobori (20/0), Leandro Pereira (3/1), Shuya Takashima (5/0), Kazuki Fujita (32/0), Kojirō Yasuda (13/0), Ismaila (15/4) |
| Thespakusatsu Gunma | Hayate Shirowa (26/0), Hiroto Hatao (32/4), Chie Edoojon Kawakami (27/2), Tatsuya Uchida (38/1), Riyo Kawamoto (34/3), Shūto Kitagawa (37/3), Ryō Satō (42/6), Hayate Take (24/3), Tomoyuki Shiraishi (22/0), Kōki Kazama (42/3), Atsuki Yamanaka (31/0), Luna Iwamoto (2/0), Kazuma Okamoto (30/4), Yudai Nakata (1/0), Masatoshi Kushibiki (42/0), Yuriya Takahashi (6/2), Shū Hiramatsu (42/3), Shūichi Sakai (40/1), Kōji Okumura (2/0), Motoki Nagakura (20/5), Ryōta Tagashira (4/0), Hajime Hosogai (7/0), Daiki Nakashio (42/3), Taiki Amagasa (40/1), Akito Takagi (13/0), Ryūji Sugimoto (14/0), Kenta Kikuchi (2/0) |
| Omiya Ardija        | Takashi Kasahara (33/0), Shūto Okaniwa (42/0), Kaique (12/0), Niki Urakami (29/2), Hisashi Ōhashi (9/0), Masato Kojima (38/0), Hiroki Kurimoto (22/0), Seiya Nakano (28/3), Atsushi Kawata (4/0), Świerczok (10/3), Atsushi Kurokawa (12/0), Rin Yamazaki (9/1), Hidetoshi Miyuki (7/0), Keisuke Ōyama (20/0), Toshiki Ishikawa (22/0), Ryō Shinzato (25/0), Angelotti (34/5), Rikiya Motegi (41/2), Kiichi Yajima (6/0), Yūtarō Hakamata (32/3), Takamitsu Tomiyama (31/5), Fumiya Takayanagi (36/1), Keisuke Muroi (32/4), Rio Ōmori (9/0), Yūta Minami (3/0), Kaishin Sekiguchi (3/0), Shun’ya Suzuki (1/0), Jin Izumisawa (38/3), Kō Shimura (6/0), Takahiro Iida (12/0), Rion Ichihara (17/0), Masato Nuki (8/0), Masaya Shibayama (27/4), Tomoya Ōsawa (7/1)                                                            |
| JEF United Chiba    | Shōta Arai (23/0), Issei Takahashi (30/0), Taishi Taguchi (32/1), Yūsuke Kobayashi (32/0), Ikki Arai (29/0), Kōya Kazama (38/4), Hiroto Goya (35/5), Tomoya Miki (41/7), Kōki Yonekura (24/5), Daisuke Suzuki (40/4), Naoki Tsubaki (24/2), Kazuki Tanaka (38/2), Takaki Fukumitsu (15/0), Andrew Kumagai (7/0), Toshiyuki Takagi (20/0), Shōgo Sasaki (21/1), Ryōta Suzuki (20/0), Shuntarō Yaguchi (7/0), Rui Sueyoshi (13/0), Shunsuke Nishikubo (12/1), Shūto Tanabe (2/0), Riku Matsuda (14/0), Keita Buwanika (16/2), Ryuta Shimmyo (8/1), Mendes (7/1), Hiiro Komori (33/13), Ryōta Kuboniwa (1/0), Hisatoshi Nishido (4/0), Masaru Hidaka (37/4), Dudu (16/7) |
| Tokyo Verdy         | Matheus (42/0), Daiki Fukazawa (27/4), Hiroto Taniguchi (20/1), Ryōta Kajikawa (8/2), Tomohiro Taira (31/1), Kazuya Miyahara (41/0), Kōki Morita (40/1), Kōsuke Saitō (32/4), Ryūji Sugimoto (4/0), Toyofumi Sakano (20/3), Naoki Hayashi (23/3), Mario Engels (14/0), Tatsuya Hasegawa (8/1), Kaito Chida (12/0), Kōhei Yamakoshi (31/2), Kōken Katō (8/0), Vásquez Byron (22/2), Junki Koike (1/0), Yūji Kitajima (28/3), Hidemasa Kōda (9/0), Yuto Tsunashima (34/2), Yūta Narawa (17/0), Tetsuyuki Inami (28/4), Ren Katō (39/2), Goki Yamada (30/3), Daiki Kusunoki (3/0), Keito Kawamura (31/2), Kosuke Sagawa (15/1), Ryō Nishitani (4/0), Arhan (1/0), Itsuki Someno (18/6), Yuta Arai (8/2), Ryosuke Shirai (1/0), Hikaru Nakahara (16/5)                                                                            |
| FC Machida Zelvia   | Masayuki Okuyama (34/1), Jurato Ikeda (23/1), Kōta Fukatsu (5/0), Kōsuke Ōta (11/0), Shunta Araki (42/6), Leo Takae (18/0), Takaya Numata (33/2), Daigo Takahashi (28/3), Erik (30/18), Jang Min-gyu (37/4), Mitchell Duke (34/10), Zento Uno (18/3), Hokuto Shimoda (31/5), Shūto Inaba (23/0), Hijiri Onaga (39/3), William Popp (31/0), Shōta Fujio (33/8), Carlos Gutiérrez (14/0), Yū Hirakawa (35/6), Ademilson (3/1), Yūki Nakashima (14/0), Yūya Takazawa (1/0), Atsushi Kurokawa (4/1), Renji Matsui (17/1), Yūdai Fujiwara (29/0), Vásquez Byron (16/1), Takuya Yasui (23/2), Kōki Fukui (11/0), Jun’ya Suzuki (17/1), Daisuke Matsumoto (4/0) |
| Ventforet Kofu      | Kōhei Kawata (29/0), Hidehiro Sugai (26/3), Riku Matsuda (12/0), Hideomi Yamamoto (19/0), Sōdai Hasukawa (31/0), Iwana Kobayashi (20/0), Shō Araki (16/0), Kōsuke Taketomi (24/4), Kazushi Mitsuhira (39/9), Motoki Hasegawa (39/7), Kōhei Matsumoto (12/0), Sōta Miura (21/0), Riku Nakayama (1/0), Riku Iijima (8/1), Kōya Hayashida (25/1), Manato Shinada (20/2), Yoshiki Torikai (33/4), Jumma Miyazaki (30/3), Tsubasa Shibuya (10/0), Riku Nozawa (4/0), Masahiro Sekiguchi (34/1), Nagi Matsumoto (29/1), Kazuhiro Satō (20/1), Hayata Mizuno (4/0), Kaito Kamiya (1/0), Cristiano (13/2), Michael Woud (1/0), Kodai Yamauchi (3/0), Eduardo Mancha (30/2), Kōdai Dohi (3/0), Yamato Naitō (1/0), Shion Inoue (30/1), Ryōtarō Nakamura (12/2), Getúlio (24/3), Peter Utaka (40/12)                                    |
| Zweigen Kanazawa    | Yūto Shirai (37/0), Yūto Nagamine (28/0), Kengo Kuroki (4/0), Ryōta Inoue (23/0), Fuga Sakurai (8/0), Jun’ya Katō (39/9), Keita Fujimura (39/2), Masamichi Hayashi (35/7), Shintarō Shimada (29/0), Kyōhei Sugiura (39/9), Ryūhei Ōishi (12/1), Takayoshi Ishihara (37/1), Kōya Okuda (38/5), Shun’ya Mōri (10/0), Yūki Kajiura (39/0), Kazuya Onohara (33/1), Yōhei Toyoda (23/2), Taiki Katō (15/0), Kojirō Nakano (3/0), Shōgo Rikiyasu (3/0), Masaya Kojima (37/0), Yūdai Kimura (10/1), Leo Bahia (17/1), Hayato Ōtani (18/0), Taiga Son (15/0), Motoaki Miura (2/0), Norimichi Yamamoto (13/0), Honoya Shōji (39/2), Jefferson Baiano (12/0) |
| Shimizu S-Pulse     | Reon Yamahara (19/1), Ronaldo (39/0), Yūji Takahashi (37/1), Kengo Kitazume (32/4), Ryō Takeuchi (3/0), Yūta Kamiya (22/3), Daiki Matsuoka (3/0), Thiago Santana (38/12), Carlinhos Júnior (36/15), Katsuhiro Nakayama (38/8), Kōta Miyamoto (29/0), Ryōhei Shirasaki (35/3), Takeru Kishimoto (32/3), Kenta Nishizawa (27/0), Benjamin Kololli (11/1), Sena Saito (1/0), Oh Se-hun (25/2), Renato Augusto (2/0), Yuito Suzuki (3/1), Yutaka Yoshida (32/0), Akira Silvano Disaro (17/3), Takashi Inui (32/10), Sen Takagi (2/0), Yosuke Morishige (1/0), Akira Ibayashi (18/3), Hikaru Naruoka (2/0), Kōya Kitagawa (33/4), Yoshinori Suzuki (40/2), Shūichi Gonda (42/0), Teruki Hara (16/1) |
| Jubilo Iwata        | Naoki Hatta (1/0), Riku Morioka (2/0), Kō Matsubara (40/6), Daiki Ogawa (20/0), Makito Itō (22/1), Rikiya Uehara (35/8), Kōtarō Ōmori (5/0), Ken’yū Sugimoto (4/0), Hiroki Yamada (27/5), Kotarō Fujikawa (24/3), Masaya Matsumoto (38/9), Kaito Suzuki (22/1), Yūto Suzuki (38/3), Ryō Germain (31/9), Ryūki Miura (29/0), Sō Nakagawa (13/0), Kōsuke Yamamoto (18/0), Mahiro Yoshinaga (9/0), Naoki Kanuma (32/0), Fabián González (15/3), Yōsuke Furukawa (28/1), Dudu (39/9), Takeaki Harigaya (8/0), Ricardo Graça (35/2), Kensuke Fujiwara (8/1), Shōta Kaneko (29/6), Keisuke Goto (33/7), Yasuhito Endō (21/0), Yūki Ōtsu (11/0), Yūji Kajikawa (13/0) |
| Fujieda MYFC        | Nobuyuki Kawashima (37/0), Shōta Suzuki (31/1), Masayuki Yamada (17/1), Keisuke Ogasawara (35/2), Taiki Arai (29/0), Taisuke Mizuno (36/2), Ryōta Iwabuchi (37/5), Ryō Watanabe (26/13), Leonardo (4/0), Akiyuki Yokoyama (40/6), Anderson (23/3), Kōta Ōsone (6/1), Masahiko Sugita (13/1), Kōtarō Yamahara (17/1), Kenshirō Hirao (18/0), Yosei Ozeki (5/0), Kōta Kudō (6/0), Takato Nakai (1/0), Ryōsuke Hisadomi (32/2), Yūdai Tokunaga (11/1), Tōjirō Kubo (27/5), Sō Nakagawa (8/0), Kento Nishiya (12/0), Keigo Enomoto (41/2), Ken Yamura (38/9), Pedro (1/0), Shōma Maeda (1/0), Tomoki Ueda (16/0), Shōhei Kawakami (7/1), Kai Chidi Kitamura (26/0), Masaki Kaneura (7/0), Hiromu Tanaka (8/0), Kanta Nagata (14/0), Ren Asakura (5/0), Kazaki Nakagawa (8/3)                                                      |
| Fagiano Okayama     | Daiki Hotta (33/0), Yūya Takagi (34/1), Mizuki Hamada (3/0), Yasutaka Yanagi (39/4), Yūji Wakasa (29/0), Tiago Alves (27/6), Stefan Mauk (37/6), Han Eui-gwon (9/0), Junki Kanayama (2/0), Yūdai Tanaka (33/4), Haruka Motoyama (34/1), Ryōsuke Kawano (31/0), Rui Sueyoshi (15/0), Solomon Sakuragawa (29/4), Takaya Kimura (28/2), Sora Igawa (1/0), Taiki Yamada (7/0), Kōdai Sano (20/2), Jordy Buijs (38/4), Yōsuke Kawai (23/0), Kyōya Yamada (2/0), Tomoya Fukumoto (8/1), Nagi Kawatani (1/0), Ryō Nagai (2/1), Ryō Tabei (36/2), Ryō Takahashi (23/1), Yoshitake Suzuki (36/3), Taishi Semba (38/2), Isa Sakamoto (24/4), Lucao (28/1) |
| Renofa Yamaguchi FC | Choi Hyeong-chan (2/0), Hidenori Takahashi (25/0), Renan (28/1), Riku Kamigaki (28/0), Daisuke Matsumoto (14/0), Shin’ya Yajima (36/3), Hiroto Ishikawa (8/0), Kensuke Satō (18/0), Yūsuke Minagawa (30/2), Jōji Ikegami (29/5), Toshiya Tanaka (27/1), Shūhei Ōtsuki (14/0), Keigo Numata (29/2), Takayuki Mae (34/0), Masakazu Yoshioka (36/1), Daisuke Yoshimitsu (8/0), Daisuke Takagi (19/1), Yūan Matsuhashi (17/0), Kōta Kawano (34/5), Kentarō Seki (23/0), Jin Ikoma (20/1), Tsubasa Umeki (31/6), Kazuya Noyori (22/1), Hikaru Naruoka (11/0), Seigō Kobayashi (20/0), Riku Terakado (11/0), Taiyo Igarashi (36/3), Kōji Yamase (14/1), Dai Hirase (11/0), Reo Kunimoto (5/0), Hiro Mizuguchi (4/0), Ginta Uemoto (3/0), Kim Byeom-yong (13/1), Sílvio Júnior (9/2)                                                 |
| Tokushima Vortis    | José Aurelio Suárez (35/0), Taiki Tamukai (12/0), Ryōga Ishio (22/2), Takashi Abe (28/3), Hidenori Ishii (3/0), Kōhei Uchida (21/1), Eiji Shirai (42/2), Yōichirō Kakitani (37/7), Kaito Mori (37/13), Tarō Sugimoto (34/1), Kōki Sugimori (14/0), Yūshi Hasegawa (12/0), Caca (10/0), Akito Tanahashi (22/2), Daiki Watari (32/1), Sōya Takada (9/0), Elsinho (9/1), Kanta Chiba (8/0), Shunto Kodama (20/1), Hayate Tanaka (7/0), Luismi Quezada (10/0), Rio Hyon (19/0), Kazuki Nishiya (41/3), Yudai Yamashita (5/0), Kodai Mori (32/0), Tatsunori Sakurai (18/0), Kiyoshirō Tsuboi (28/2), Ryō Toyama (14/0), Keita Nakano (6/0), Oriola Sunday (1/0), Hayato Aoki (1/0), Akira Hamashita (19/0), Taiyō Nishino (32/3), Ryōta Nagaki (11/1)                                                                              |
| V-Varen Nagasaki    | Marcos Guilherme (15/0), Jun Okano (23/0), Valdo (13/0), Ryō Okui (12/0), Yūya Kuwasaki (37/1), Cristiano (12/2), Asahi Masuyama (38/3), Juanma Delgado (36/26), Caio César (34/2), Edigar Junio (10/2), Masaru Katō (22/2), Takumi Nagura (17/0), Hijiri Katō (5/0), Hiroki Akino (14/0), Yūta Imazu (20/0), Takashi Sawada (36/3), Yōhei Ōtake (6/0), Gō Hatano (42/0), Shun'ya Yoneda (39/5), Ten Miyagi (13/3), Kazuki Kushibiki (40/6), Ken Tokura (22/1), Shunki Takahashi (23/0), Clayson (13/1), Serinsariu Joppu (13/3), Tsubasa Kasayanagi (19/2), Seiya Satsukida (9/0), Taisei Abe (17/0), Carlos Gutiérrez (3/0), Gijō Sehata (2/0), Kaito Matsuzawa (16/2), Kaique (6/0), Haruki Shirai (11/0), Matheus Jesus (12/1), Keita Nakamura (13/4)                                                                     |
| Roasso Kumamoto     | Ryuga Tashiro (41/0), Kōhei Kuroki (42/1), Ryōtarō Ōnishi (29/1), Itto Fujita (22/0), Kaito Abe (24/1), Makoto Okazaki (3/0), Keisuke Tanabe (28/0), Shūhei Kamimura (40/2), Yūki Ōmoto (27/3), Shun Itō (14/3), Shōhei Aihara (39/5), Yūhi Takemoto (42/2), Shōhei Mishima (7/0), Rimu Matsuoka (38/5), Rei Hirakawa (41/7), Daichi Ishikawa (17/9), Takuya Shimamura (36/2), Shun Osaki (25/0), Ayumu Toyoda (10/0), Yuya Aizawa (11/0), Yūya Satō (1/0), Takuro Ezaki (40/4), Kaito Miyazaki (2/0), Yusei Toshida (16/1), Yutaka Michiwaki (18/0), Tatsuki Higashiyama (20/1), Takumi Sakai (4/0) |
| Oita Trinita        | Shun Takagi (4/0), Yūki Kagawa (13/0), Derlan (31/0), Keisuke Saka (2/0), Hiroto Nakagawa (30/4), Masaki Yumiba (37/4), Tsukasa Umesaki (21/1), Yamato Machida (18/0), Samuel (22/1), Naoki Nomura (39/6), Arata Watanabe (19/2), Kōhei Isa (37/4), Ren Ikeda (11/0), Yūsei Yashiki (6/0), Taira Shige (18/1), Keita Takahata (38/4), Kazuki Fujimoto (39/6), Katsunori Ueebisu (32/1), Shun Nagasawa (22/3), Shun Ayukawa (14/3), Teixeira (5/0), Konosuke Nishikawa (34/0), Tomoya Andō (27/2), Kenshin Yasuda (29/2), Yūsuke Matsuo (16/4), Jun’ya Nodake (32/1), Shin’ya Utsumoto (17/2), Pereira (32/2), Jōsei Satō (1/0), Kento Haneda (24/1) |

## Tabellen

### Abschlusstabelle
| Pl.                    | Verein              | Sp. | S  | U  | N  | Tore    | Diff. | Punkte |
| ---------------------- | ------------------- | --- | -- | -- | -- | ------- | ----- | ------ |
| 1.                     | FC Machida Zelvia   | 42  | 26 | 9  | 7  | 079:350 | +44   | 87     |
| 2.                     | Júbilo Iwata        | 42  | 21 | 12 | 9  | 074:440 | +30   | 75     |
| 3.                     | Tokyo Verdy         | 42  | 21 | 12 | 9  | 057:310 | +26   | 75     |
| 4.                     | Shimizu S-Pulse (A) | 42  | 20 | 14 | 8  | 078:340 | +44   | 74     |
| 5.                     | Montedio Yamagata   | 42  | 21 | 4  | 17 | 064:540 | +10   | 67     |
| 6.                     | JEF United Chiba    | 42  | 19 | 10 | 13 | 061:530 | +8    | 67     |
| 7.                     | V-Varen Nagasaki    | 42  | 18 | 11 | 13 | 070:560 | +14   | 65     |
| 8.                     | Ventforet Kofu (P)  | 42  | 18 | 10 | 14 | 060:500 | +10   | 64     |
| 9.                     | Ōita Trinita        | 42  | 17 | 11 | 14 | 054:560 | −2    | 62     |
| 10.                    | Fagiano Okayama     | 42  | 13 | 19 | 10 | 049:490 | ±0    | 58     |
| 11.                    | Thespakusatsu Gunma | 42  | 14 | 15 | 13 | 044:440 | ±0    | 57     |
| 12.                    | Fujieda MYFC (N)    | 42  | 14 | 10 | 18 | 061:720 | −11   | 52     |
| 13.                    | Blaublitz Akita     | 42  | 12 | 15 | 15 | 037:440 | −7    | 51     |
| 14.                    | Roasso Kumamoto     | 42  | 13 | 10 | 19 | 052:530 | −1    | 49     |
| 15.                    | Tokushima Vortis    | 42  | 10 | 19 | 13 | 043:530 | −10   | 49     |
| 16.                    | Vegalta Sendai      | 42  | 12 | 12 | 18 | 048:610 | −13   | 48     |
| 17.                    | Mito Hollyhock      | 42  | 11 | 14 | 17 | 049:660 | −17   | 47     |
| 18.                    | Iwaki FC (N)        | 42  | 12 | 11 | 19 | 045:690 | −24   | 47     |
| 19.                    | Tochigi SC          | 42  | 10 | 14 | 18 | 039:470 | −8    | 44     |
| 20.                    | Renofa Yamaguchi FC | 42  | 10 | 14 | 18 | 037:670 | −30   | 44     |
| 21.                    | Omiya Ardija        | 42  | 11 | 6  | 25 | 037:710 | −34   | 39     |
| 22.                    | Zweigen Kanazawa    | 42  | 9  | 8  | 25 | 041:700 | −29   | 35     |
| Stand: Saisonende 2023 |                     |     |    |    |    |         |       |        |

| Zum Saisonende 2023:                        |                                   |
| Aufstieg in die J1 League 2024              |                                   |
| Teilnahme an den Playoffs für die J1 League |                                   |
| Abstieg in die J3 League 2024               |                                   |
| Zum Saisonende 2022:                        |                                   |
| (A)                                         | Absteiger aus der J1 League 2022  |
| (N)                                         | Aufsteiger aus der J3 League 2022 |
| (P)                                         | Sieger des Kaiserpokals 2022      |

### Heimtabelle
| Pl.                    | Verein              | Sp. | S  | U  | N  | Tore    | Diff. | Punkte |
| ---------------------- | ------------------- | --- | -- | -- | -- | ------- | ----- | ------ |
| 1.                     | FC Machida Zelvia   | 21  | 13 | 4  | 4  | 041:220 | +19   | 43     |
| 2.                     | Shimizu S-Pulse     | 21  | 12 | 6  | 3  | 042:160 | +26   | 42     |
| 3.                     | Montedio Yamagata   | 21  | 13 | 2  | 6  | 038:210 | +17   | 41     |
| 4.                     | JEF United Chiba    | 21  | 12 | 5  | 4  | 030:210 | +9    | 41     |
| 5.                     | Júbilo Iwata        | 21  | 10 | 8  | 3  | 043:250 | +18   | 38     |
| 6.                     | V-Varen Nagasaki    | 21  | 11 | 4  | 6  | 041:280 | +13   | 37     |
| 7.                     | Ventforet Kofu      | 21  | 11 | 4  | 6  | 031:210 | +10   | 37     |
| 8.                     | Ōita Trinita        | 21  | 11 | 3  | 7  | 030:270 | +3    | 36     |
| 9.                     | Thespakusatsu Gunma | 21  | 8  | 10 | 3  | 018:120 | +6    | 34     |
| 10.                    | Tokyo Verdy         | 21  | 8  | 7  | 6  | 022:180 | +4    | 31     |
| 11.                    | Fagiano Okayama     | 21  | 8  | 7  | 6  | 026:260 | ±0    | 31     |
| 12.                    | Tochigi SC          | 21  | 7  | 9  | 5  | 029:220 | +7    | 30     |
| 13.                    | Fujieda MYFC        | 21  | 7  | 5  | 9  | 029:340 | −5    | 26     |
| 14.                    | Renofa Yamaguchi FC | 21  | 6  | 8  | 7  | 024:340 | −10   | 26     |
| 15.                    | Vegalta Sendai      | 21  | 6  | 6  | 9  | 022:290 | −7    | 24     |
| 16.                    | Omiya Ardija        | 21  | 7  | 3  | 11 | 020:340 | −14   | 24     |
| 17.                    | Zweigen Kanazawa    | 21  | 6  | 5  | 10 | 025:280 | −3    | 23     |
| 18.                    | Mito Hollyhock      | 21  | 5  | 8  | 8  | 030:360 | −6    | 23     |
| 19.                    | Tokushima Vortis    | 21  | 5  | 8  | 8  | 018:250 | −7    | 23     |
| 20.                    | Iwaki FC            | 21  | 6  | 4  | 11 | 020:350 | −15   | 22     |
| 21.                    | Roasso Kumamoto     | 21  | 6  | 3  | 12 | 023:300 | −7    | 21     |
| 22.                    | Blaublitz Akita     | 21  | 3  | 11 | 7  | 014:190 | −5    | 20     |
| Stand: Saisonende 2023 |                     |     |    |    |    |         |       |        |

### Auswärtstabelle
| Pl.                    | Verein              | Sp. | S  | U  | N  | Tore    | Diff. | Punkte |
| ---------------------- | ------------------- | --- | -- | -- | -- | ------- | ----- | ------ |
| 1.                     | FC Machida Zelvia   | 21  | 13 | 5  | 3  | 038:130 | +25   | 44     |
| 2.                     | Tokyo Verdy         | 21  | 13 | 5  | 3  | 035:130 | +22   | 44     |
| 3.                     | Júbilo Iwata        | 21  | 11 | 4  | 6  | 031:190 | +12   | 37     |
| 4.                     | Shimizu S-Pulse     | 21  | 8  | 8  | 5  | 036:180 | +18   | 32     |
| 5.                     | Blaublitz Akita     | 21  | 9  | 4  | 8  | 023:250 | −2    | 31     |
| 6.                     | Roasso Kumamoto     | 21  | 7  | 7  | 7  | 029:230 | +6    | 28     |
| 7.                     | V-Varen Nagasaki    | 21  | 7  | 7  | 7  | 029:280 | +1    | 28     |
| 8.                     | Ventforet Kofu      | 21  | 7  | 6  | 8  | 029:290 | ±0    | 27     |
| 9.                     | Fagiano Okayama     | 21  | 5  | 12 | 4  | 023:230 | ±0    | 27     |
| 10.                    | JEF United Chiba    | 21  | 7  | 5  | 9  | 031:320 | −1    | 26     |
| 11.                    | Tokushima Vortis    | 21  | 5  | 11 | 5  | 025:280 | −3    | 26     |
| 12.                    | Ōita Trinita        | 21  | 6  | 8  | 7  | 024:290 | −5    | 26     |
| 13.                    | Fujieda MYFC        | 21  | 7  | 5  | 9  | 032:380 | −6    | 26     |
| 14.                    | Montedio Yamagata   | 21  | 8  | 2  | 11 | 036:330 | +3    | 26     |
| 15.                    | Iwaki FC            | 21  | 6  | 7  | 8  | 025:340 | −9    | 25     |
| 16.                    | Vegalta Sendai      | 21  | 6  | 6  | 9  | 026:320 | −6    | 24     |
| 17.                    | Mito Hollyhock      | 21  | 6  | 6  | 9  | 019:300 | −11   | 24     |
| 18.                    | Thespakusatsu Gunma | 21  | 6  | 5  | 10 | 026:320 | −6    | 23     |
| 19.                    | Renofa Yamaguchi FC | 21  | 4  | 6  | 11 | 013:330 | −20   | 18     |
| 20.                    | Omiya Ardija        | 21  | 4  | 3  | 14 | 017:370 | −20   | 15     |
| 21.                    | Tochigi SC          | 21  | 3  | 5  | 13 | 010:250 | −15   | 14     |
| 22.                    | Zweigen Kanazawa    | 21  | 3  | 3  | 15 | 016:420 | −26   | 12     |
| Stand: Saisonende 2023 |                     |     |    |    |    |         |       |        |

## Aufstiegsspiele
Für die Aufstiegsspiele zur ersten Liga qualifizierten sich:
- Tokyo Verdy (3. Platz)
- Shimizu S-Pulse (4. Platz)
- Montedio Yamagata (5. Platz)
- JEF United Ichihara Chiba (6. Platz)

Basierend auf den J2-Platzierungen am Ende der regulären Saison 2023 spielte die drittplatzierte Mannschaft gegen den sechstplatzierten, während die viertplatzierte Mannschaft gegen den fünftplatzierten spielte. Wenn ein Spiel mit einem Unentschieden endet, gewinnt das Team mit der höheren Platzierung. Die Gewinner der Halbfinalspiele tragen das Finale aus. Der Sieger steigt in die erste Liga auf.

### Übersicht
|  | Halbfinale | Halbfinale                | Halbfinale |  |  | Finale | Finale          | Finale |
|  |            |                           |            |  |  |        |                 |        |
|  |            |                           |            |  |  |        |                 |        |
|  | 3          | Tokyo Verdy               | 2          |  |  |        |                 |        |
|  | 6          | JEF United Ichihara Chiba | 1          |  |  |        |                 |        |
|  |            |                           |            |  |  | 3      | Tokyo Verdy     | 1      |
|  |            |                           |            |  |  | 4      | Shimizu S-Pulse | 1      |
|  | 4          | Shimizu S-Pulse           | 0          |  |  |        |                 |        |
|  | 5          | Montedio Yamagata         | 0          |  |  |        |                 |        |
|  |            |                           |            |  |  |        |                 |        |

### Halbfinale
|                                        | Ergebnis |                           |
| -------------------------------------- | -------- | ------------------------- |
| 25. November 2023 (Nihondaira-Stadion) |          |                           |
| Shimizu S-Pulse                        | 0:0      | Montedio Yamagata         |
| 26. November 2023 (Ajinomoto-Stadion)  |          |                           |
| Tokyo Verdy                            | 2:1      | JEF United Ichihara Chiba |

### Finale
|                                    | Ergebnis |                 |
| ---------------------------------- | -------- | --------------- |
| 2. Dezember 2023 (Nationalstadion) |          |                 |
| Tokyo Verdy                        | 1:1      | Shimizu S-Pulse |

## Kreuztabelle
Die Kreuztabelle stellt die Ergebnisse aller Spiele der Saison dar. Die Heimmannschaft ist in der linken Spalte, die Gastmannschaft in der oberen Zeile aufgelistet.
|                     | VS                     |     |     | IF  |     |     |     |     |     | TV  |     |     | Shimizu S-Pulse |     | FM  | ZK  | FO  | RY  |     | VN  | RK  |     |
| Vegalta Sendai      |                        | 2:2 | 2:1 | 0:1 | 0:1 | 1:0 | 0:2 | 1:0 | 2:1 | 3:4 | 1:3 | 0:0 | 0:3             | 2:3 | 1:1 | 2:3 | 1:1 | 1:1 | 1:1 | 0:1 | 1:0 | 1:0 |
| Blaublitz Akita     | 0:1                    |     | 1:1 | 1:1 | 1:1 | 2:1 | 0:0 | 2:1 | 1:0 | 0:1 | 1:2 | 0:1 | 1:1             | 1:1 | 1:3 | 0:0 | 0:1 | 0:1 | 1:1 | 0:0 | 1:1 | 0:0 |
| Montedio Yamagata   | 4:1                    | 2:1 |     | 3:0 | 0:1 | 2:0 | 2:1 | 1:1 | 1:0 | 0:2 | 0:3 | 2:1 | 2:1             | 1:3 | 3:2 | 0:1 | 2:0 | 1:1 | 0:1 | 5:1 | 2:0 | 5:0 |
| Iwaki FC            | 2:2                    | 0:1 | 1:3 |     | 4:3 | 1:0 | 2:1 | 2:1 | 0:0 | 0:0 | 0:1 | 1:1 | 1:7             | 0:1 | 2:3 | 1:0 | 1:2 | 0:1 | 1:0 | 0:1 | 0:4 | 1:3 |
| Mito Hollyhock      | 1:0                    | 1:1 | 3:1 | 2:2 |     | 2:2 | 1:2 | 0:0 | 4:1 | 0:2 | 1:1 | 2:4 | 1:1             | 1:5 | 1:4 | 3:0 | 1:1 | 0:1 | 3:1 | 3:3 | 0:3 | 0:1 |
| Tochigi SC          | 2:2                    | 1:2 | 2:1 | 1:0 | 2:2 |     | 1:2 | 2:1 | 0:1 | 0:2 | 1:1 | 3:0 | 1:1             | 1:2 | 2:0 | 4:0 | 2:1 | 0:0 | 2:2 | 0:0 | 1:1 | 1:1 |
| Thespakusatsu Gunma | 1:2                    | 0:0 | 1:0 | 1:0 | 2:1 | 1:0 |     | 2:0 | 1:2 | 0:0 | 0:0 | 2:1 | 1:1             | 1:1 | 0:0 | 1:1 | 0:0 | 2:1 | 0:0 | 1:0 | 1:1 | 0:1 |
| Omiya Ardija        | 1:1                    | 1:0 | 2:1 | 1:5 | 1:2 | 0:0 | 0:1 |     | 2:1 | 0:2 | 0:1 | 0:2 | 0:3             | 1:0 | 2:3 | 2:0 | 1:1 | 2:1 | 1:3 | 0:4 | 0:3 | 3:0 |
| JEF United Chiba    | 3:1                    | 2:1 | 1:3 | 1:0 | 1:1 | 1:0 | 2:2 | 1:0 |     | 1:0 | 0:2 | 2:1 | 1:0             | 0:1 | 3:2 | 1:0 | 1:1 | 4:0 | 2:2 | 1:3 | 1:0 | 1:1 |
| Tokyo Verdy         | 0:2                    | 2:1 | 1:2 | 0:0 | 0:0 | 1:0 | 2:2 | 1:0 | 3:2 |     | 0:1 | 0:0 | 0:1             | 0:0 | 2:2 | 1:0 | 2:3 | 2:0 | 0:0 | 1:2 | 3:0 | 1:0 |
| FC Machida Zelvia   | 0:0                    | 0:1 | 5:0 | 2:3 | 3:0 | 0:1 | 2:0 | 3:2 | 1:3 | 2:2 |     | 3:3 | 2:1             | 2:1 | 1:0 | 1:0 | 1:1 | 2:0 | 2:1 | 4:1 | 2:1 | 3:1 |
| Ventforet Kofu      | 0:3                    | 5:1 | 1:2 | 1:0 | 2:1 | 1:0 | 0:3 | 5:1 | 0:1 | 1:1 | 1:0 |     | 1:0             | 0:1 | 2:1 | 0:2 | 0:0 | 4:0 | 1:1 | 1:1 | 2:0 | 3:2 |
| Shimizu S-Pulse     | 1:1                    | 0:1 | 3:0 | 9:1 | 0:0 | 2:0 | 1:3 | 4:0 | 2:2 | 2:1 | 3:2 | 0:0 |                 | 1:0 | 5:0 | 3:0 | 1:0 | 1:0 | 0:0 | 3:2 | 1:3 | 0:0 |
| Júbilo Iwata        | 4:1                    | 2:0 | 2:1 | 1:1 | 5:0 | 2:0 | 4:2 | 3:2 | 2:3 | 1:1 | 1:1 | 1:1 | 2:2             |     | 4:1 | 2:1 | 2:3 | 0:0 | 2:3 | 1:0 | 1:1 | 1:1 |
| Fujieda MYFC        | 3:2                    | 0:1 | 1:2 | 2:4 | 1:0 | 1:1 | 5:1 | 2:3 | 3:1 | 0:5 | 0:0 | 1:4 | 2:0             | 0:1 |     | 1:1 | 2:2 | 0:0 | 3:0 | 2:0 | 0:4 | 0:2 |
| Zweigen Kanazawa    | 2:1                    | 0:2 | 0:1 | 3:0 | 2:1 | 0:1 | 1:1 | 1:2 | 2:0 | 0:3 | 1:2 | 0:1 | 0:3             | 1:2 | 1:1 |     | 1:1 | 5:2 | 0:1 | 2:0 | 1:1 | 2:2 |
| Fagiano Okayama     | 1:0                    | 0:2 | 2:0 | 1:1 | 1:0 | 1:1 | 2:1 | 1:1 | 0:5 | 1:2 | 1:3 | 2:3 | 0:0             | 2:1 | 2:3 | 3:0 |     | 1:1 | 2:0 | 2:2 | 0:0 | 1:0 |
| Renofa Yamaguchi FC | 2:0                    | 1:2 | 1:0 | 0:0 | 1:2 | 1:1 | 1:0 | 1:0 | 1:1 | 0:2 | 0:2 | 3:2 | 0:6             | 1:1 | 0:3 | 3:2 | 2:2 |     | 2:2 | 1:1 | 1:3 | 2:2 |
| Tokushima Vortis    | 1:1                    | 0:0 | 1:1 | 0:2 | 0:2 | 1:0 | 0:0 | 0:1 | 3:3 | 0:2 | 2:1 | 1:2 | 1:1             | 0:3 | 0:0 | 2:0 | 1:1 | 2:0 |     | 0:4 | 0:1 | 1:2 |
| V-Varen Nagasaki    | 2:1                    | 4:2 | 3:2 | 0:0 | 4:0 | 1:2 | 2:1 | 2:0 | 0:1 | 1:2 | 0:6 | 2:1 | 1:1             | 2:1 | 5:1 | 5:1 | 0:0 | 0:1 | 1:2 |     | 4:1 | 2:2 |
| Roasso Kumamoto     | 0:1                    | 0:1 | 0:3 | 2:4 | 0:0 | 3:0 | 2:0 | 3:0 | 2:2 | 0:1 | 0:3 | 2:0 | 0:1             | 0:2 | 0:2 | 3:1 | 1:2 | 3:1 | 1:1 | 0:2 |     | 1:3 |
| Ōita Trinita        | 2:3                    | 2:1 | 0:1 | 1:2 | 0:1 | 1:0 | 2:1 | 0:1 | 2:1 | 1:0 | 0:3 | 2:1 | 1:2             | 2:1 | 1:0 | 4:3 | 1:0 | 3:1 | 3:3 | 1:1 | 1:1 |     |
|                     | Stand: Saisonende 2023 |     |     |     |     |     |     |     |     |     |     |     |                 |     |     |     |     |     |     |     |     |     |

## Torschützenliste
Stand: Saisonende 2023
| Platz | Spieler            | Mannschaft                | Tore |
| ----- | ------------------ | ------------------------- | ---- |
| 1.    | Juanma             | V-Varen Nagasaki          | 26   |
| 2.    | Erik Lima          | FC Machida Zelvia         | 18   |
| 3.    | Carlinhos Junior   | Shimizu S-Pulse           | 15   |
| 4.    | Ryō Watanabe       | Fujieda MYFC              | 13   |
| 4.    | Tiago Alves        | Montedio Yamagata         | 13   |
| 4.    | Hiiro Komori       | JEF United Ichihara Chiba | 13   |
| 4.    | Kaito Mori         | Tokushima Vortis          | 13   |
| 8.    | Peter Utaka        | Ventforet Kofu            | 12   |
| 8.    | Thiago             | Shimizu S-Pulse           | 12   |
| 10.   | Yūta Gōke          | Vegalta Sendai            | 10   |
| 10.   | Yoshiki Fujimoto   | Montedio Yamagata         | 10   |
| 10.   | Mitchell Duke      | FC Machida Zelvia         | 10   |
| 10.   | Takashi Inui       | Shimizu S-Pulse           | 10   |
| 14.   | Mizuki Andō        | Mito Hollyhock            | 9    |
| 14.   | Kazushi Mitsuhira  | Ventforet Kofu            | 9    |
| 14.   | Jun’ya Katō        | Zweigen Kanazawa          | 9    |
| 14.   | Kyōhei Sugiura     | Zweigen Kanazawa          | 9    |
| 14.   | Masaya Matsumoto   | Júbilo Iwata              | 9    |
| 14.   | Ryō Germain        | Júbilo Iwata              | 9    |
| 14.   | Dudu               | Júbilo Iwata              | 9    |
| 14.   | Ken Yamura         | Fujieda MYFC              | 9    |
| 14.   | Daichi Ishikawa    | Roasso Kumamoto           | 9    |
| 23.   | Shōta Fujio        | FC Machida Zelvia         | 8    |
| 23.   | Katsuhiro Nakayama | Shimizu S-Pulse           | 8    |
| 23.   | Rikiya Uehara      | Júbilo Iwata              | 8    |

## Assists
Stand: Saisonende 2023
| Platz | Name             | Mannschaft                | Assists |
| ----- | ---------------- | ------------------------- | ------- |
| 1.    | Takashi Inui     | Shimizu S-Pulse           | 10      |
| 1.    | Yūto Suzuki      | Júbilo Iwata              | 10      |
| 3.    | Hidetoshi Takeda | Mito Hollyhock            | 9       |
| 3.    | Ryō Satō         | Thespakusatsu Gunma       | 9       |
| 3.    | Rei Hirakawa     | Roasso Kumamoto           | 9       |
| 6.    | Akiyuki Yokoyama | Fujieda MYFC              | 8       |
| 6.    | Tōjirō Kubo      | Fujieda MYFC              | 8       |
| 8.    | Kōya Kitagawa    | Shimizu S-Pulse           | 7       |
| 8.    | Takuya Shimamura | Roasso Kumamoto           | 7       |
| 8.    | Naoki Nomura     | Ōita Trinita              | 7       |
| 8.    | Jun’ya Nodake    | Ōita Trinita              | 7       |
| 12.   | Shūto Minami     | Montedio Yamagata         | 6       |
| 12.   | Shintarō Kokubu  | Montedio Yamagata         | 6       |
| 12.   | Ryo Arita        | Iwaki FC                  | 6       |
| 12.   | Mizuki Andō      | Mito Hollyhock            | 6       |
| 12.   | Taishi Taguchi   | JEF United Ichihara Chiba | 6       |
| 12.   | Kōsuke Saitō     | Tokyo Verdy               | 6       |
| 12.   | Erik Lima        | FC Machida Zelvia         | 6       |
| 12.   | Mitchell Duke    | FC Machida Zelvia         | 6       |
| 12.   | Motoki Hasegawa  | Ventforet Kofu            | 6       |
| 12.   | Peter Utaka      | Ventforet Kofu            | 6       |
| 12.   | Kō Matsubara     | Júbilo Iwata              | 6       |

## Weiße Weste (Clean Sheets)
Stand: Saisonende 2023
| Platz | Spieler             | Mannschaft          | Clean sheets |
| ----- | ------------------- | ------------------- | ------------ |
| 1.    | Matheus Vidotto     | Tokyo Verdy         | 23           |
| 2.    | Shūichi Gonda       | Shimizu S-Pulse     | 19           |
| 3.    | Masatoshi Kushibiki | Thespakusatsu Gunma | 16           |
| 4.    | Kentarō Kakoi       | Blaublitz Akita     | 14           |
| 5.    | William Popp        | FC Machida Zelvia   | 11           |
| 5.    | José Aurelio Suárez | Tokushima Vortis    | 11           |
| 5.    | Gō Hatano           | V-Varen Nagasaki    | 11           |
| 8.    | Akihiro Hayashi     | Vegalta Sendai      | 10           |
| 8.    | Daiki Hotta         | Fagiano Okayama     | 10           |
| 8.    | Ryuga Tashiro       | Roasso Kumamoto     | 10           |
| 11.   | Masaaki Gotō        | Montedio Yamagata   | 9            |
| 11.   | Louis Yamaguchi     | Mito HollyHock      | 9            |
| 11.   | Kōhei Kawata        | Ventforet Kofu      | 9            |
| 11.   | Ryūki Miura         | Júbilo Iwata        | 9            |
| 15.   | Kazuki Fujita       | Tochigi SC          | 7            |
| 15.   | Shōta Arai          | JEF United Chiba    | 7            |
| 15.   | Kōki Fukui          | FC Machida Zelvia   | 7            |
| 15.   | Kentarō Seki        | Renofa Yamaguchi FC | 7            |
| 15.   | Konosuke Nishikawa  | Ōita Trinita        | 7            |
| 20.   | Takashi Kasahara    | Ōmiya Ardija        | 6            |
| 20.   | Ryōta Suzuki        | JEF United Chiba    | 6            |
| 20.   | Kai Chidi Kitamura  | Fujieda MYFC        | 6            |
| 23.   | Yūto Shirai         | Zweigen Kanazawa    | 5            |
| 24.   | Tōru Takagiwa       | Iwaki FC            | 4            |
| 24.   | Shuhei Shikano      | Iwaki FC            | 4            |
| 24.   | Tsubasa Shibuya     | Ventforet Kofu      | 4            |
| 24.   | Tomoki Ueda         | Fujieda MYFC        | 4            |
| 24.   | Riku Terakado       | Renofa Yamaguchi FC | 4            |
| 29.   | Shūhei Kawata       | Tochigi SC          | 2            |
| 29.   | Kō Shimura          | Ōmiya Ardija        | 2            |
| 29.   | Yūji Kajikawa       | Júbilo Iwata        | 2            |
| 29.   | Taiki Yamada        | Fagiano Okayama     | 2            |
| 29.   | Shun Takagi         | Ōita Trinita        | 2            |
| 34.   | Kengo Tanaka        | Iwaki FC            | 1            |
| 34.   | Ryūsei Haruna       | Mito Hollyhock      | 1            |
| 34.   | Kojirō Nakano       | Zweigen Kanazawa    | 1            |
| 34.   | Daisuke Yoshimitsu  | Renofa Yamaguchi FC | 1            |
| 34.   | Hayate Tanaka       | Tokushima Vortis    | 1            |
| 34.   | Yūya Satō           | Roasso Kumamoto     | 1            |

## Zuschauerzahlen
Stand: Saisonende 2023
| Platz | Mannschaft                | Gesamt- zuschauerzahl | Höchste Zuschauerzahl | Niedrigste Zuschauerzahl | Durchschnittliche Zuschauerzahl |
| ----- | ------------------------- | --------------------- | --------------------- | ------------------------ | ------------------------------- |
| 1.    | Shimizu S-Pulse           | 302.254               | 47.628                | 6.104                    | 14.393                          |
| 2.    | Vegalta Sendai            | 235.521               | 15.163                | 8.740                    | 11.215                          |
| 3.    | Júbilo Iwata              | 219.373               | 24.247                | 4.355                    | 10.446                          |
| 4.    | Ōita Trinita              | 193.232               | 15.705                | 5.744                    | 9.202                           |
| 5.    | JEF United Ichihara Chiba | 178.985               | 15.201                | 5.317                    | 8.523                           |
| 6.    | Fagiano Okayama           | 178.393               | 15.695                | 4.254                    | 8.495                           |
| 7.    | Montedio Yamagata         | 174.684               | 14.618                | 5.390                    | 8.318                           |
| 8.    | Tokyo Verdy               | 167.616               | 17.802                | 2.805                    | 7.982                           |
| 9.    | Ventforet Kofu            | 157.184               | 11.643                | 4.541                    | 7.485                           |
| 10.   | FC Machida Zelvia         | 155.956               | 38.402                | 2.903                    | 7.426                           |
| 11.   | V-Varen Nagasaki          | 153.303               | 13.893                | 3.815                    | 7.300                           |
| 12.   | Ōmiya Ardija              | 141.912               | 11.827                | 3.427                    | 6.758                           |
| 13.   | Roasso Kumamoto           | 131.842               | 17.805                | 2.884                    | 6.278                           |
| 14.   | Tokushima Vortis          | 125.491               | 13.199                | 3.126                    | 5.976                           |
| 15.   | Tochigi SC                | 122.511               | 10.741                | 2.901                    | 5.834                           |
| 16.   | Renofa Yamaguchi FC       | 92.552                | 7.022                 | 2.223                    | 4.407                           |
| 17.   | Zweigen Kanazawa          | 88.722                | 9.277                 | 1.516                    | 4.225                           |
| 18.   | Thespakusatsu Gunma       | 86.439                | 10.823                | 1.493                    | 4.116                           |
| 19.   | Mito Hollyhock            | 78.246                | 9.219                 | 2.349                    | 3.726                           |
| 20.   | Iwaki FC                  | 73.306                | 5.044                 | 2.011                    | 3.491                           |
| 21.   | Fujieda MYFC              | 66.048                | 6.288                 | 1.511                    | 3.145                           |
| 22.   | Blaublitz Akita           | 65.912                | 5.193                 | 1.603                    | 3.139                           |
|       | Gesamt                    | 3.189.482             | 47.628                | 1.493                    | 6.904                           |